# Maupertus-sur-Mer
Maupertus-sur-Mer är en kommun i departementet Manche i regionen Normandie i norra Frankrike. Kommunen ligger i kantonen Saint-Pierre-Église som tillhör arrondissementet Cherbourg. År 2022 hade Maupertus-sur-Mer 229 invånare.

## Befolkningsutveckling
Antalet invånare i kommunen Maupertus-sur-Mer
| Referens: INSEE |